# 알렉산더테크닉
알렉산더테크닉(Alexander Technique)은 F. M. 알렉산더(1869~1955)에 의해 만들어진, 스스로 인지하지 못하는 고정된 생각과 행동습관으로부터 벗어나 심신의 조화를 회복하는 기법이다.
알렉산더테크닉은 오랜 긴장과 잘못된 습관으로 생긴 감각인식오류를 수정하고 재인식시키는 과정을 통해 편안한 자세를 회복시킨다.
소마틱스(Somatics) 기법의 대표적인 테크닉으로 공연예술계를 중심으로 활용되고 있다.

## 원리

### 중추조절 (Primary Control)
'머리-목-몸통의 관계(head-neck-back relationship)'라 불리는 중추조절은 몸의 복잡한 기능을 통합하고 단순하게 제어하는 과정을 말한다.
알렉산더테크닉에서는 이를 통해 복잡한 여러 반사체계를 비교적 단순화해서 조절할 수 있다고 말한다.

### 자제심 (Inhibition)
자제심은 자극과 반응 사이에 일정한 간격을 두어 불필요한 반응을 제어할 수 있게 하는 원리이다.
이것은 학습된 패턴에서 벗어나 새로운 신경 네트워크를 형성하여 감정, 사고, 행동 수준에 큰 변화를 가져온다. 
주어진 자극에 대한 특정 반응을 의식적으로 통제하는 멈춤의 기술을 훈련함으로써, 무의식적 충동과 부적절한 긴장반응을 스스로 자제할 수 있는 상태가 된다.

### 디렉션 (Direction)
무의식적인 반사를 자제하면서 중추조절을 회복하기 위해 알렉산더테크닉에서는 언어적 지시어(디렉션 Direction)를 사용한다. 

### 목적의식 (End-gaining)
알렉산더테크닉에서는 현대인의 대부분의 긴장과 스트레스의 원인을 무언가를 성취하기 위한 강력한 집착때문으로 보고 이를 자제하도록 한다.

### 진행과정 (Mean’s Where by)
무언가 성취하려는 즉각적인 반응을 자제하고 순간 속에 깨어 있는 원리이다. 

### 판단하지 않음 (Non Judgement)
알렉산더테크닉에서는 인간의 감각인식은 쉽게 오류가 생길 수 있고 이를 바탕으로 즉각적인 판단을 할 경우 습관적 반응이 일어난다고 본다. 따라서 모든 훈련은 가능하면 판단을 보류하고 무심히 있게 한다.

### 넌두잉 (Non-doing)
목적의식(End-gaining)을 자제하고 디렉션(Direction)을 주면 우리 몸에서는 자연스러운 흐름이 생기고 이에 따라 자연스럽게 몸이 사용되는 것을 넌두잉(Non-doing)적인 몸의 사용이라고 말한다.

## 수업방식

### 개인레슨
알렉산더테크닉은 전통적으로 개인의 습관과 문제에 초점을 맞추어 1대 1로 진행된다. 
숙련된 교사의 손길(Hand's-on)과 지시어를 통해 수업은 진행된다.

### 그룹레슨
전반적인 이해와 체험을 위한 워크샵 형식의 교육도 진행된다.

## 같이 보기
- 니콜라이 베른시테인